# Winifred Lamb
Pour les articles homonymes, voir Lamb.
Winifred Lamb (1894-1963) est une historienne de l'art, archéologue et conservatrice de musée britannique, spécialiste des cultures et objets grecs, romains et anatoliens. 
Elle a consacré la majeure partie de sa carrière comme gardienne d'honneur ("Honorary Keeper") des antiquités grecques et romaines du Fitzwilliam Museum de l'université de Cambridge de 1918 à 1958. Elle est la première femme archéologue à avoir dirigé des fouilles britanniques en Anatolie. Le Fitwilliam Museum dit à son sujet qu'elle était une « généreuse bienfaitrice qui a permis l'enrichissement des collections du musée par le biais d'un travail de recherche précurseur, d'acquisitions et de publications. ».

## Biographie
Née à Londres, elle est la fille d'Edmund Lamb, un ancien membre du Parlement, et de Mabel Lamb. Elle reçoit d'abord une éducation à domicile et entre en 1913 au Newnham College (Université de Cambridge) pour étudier les classiques. Elle obtient son diplôme en 1917. 
Elle rejoint ensuite l'Intelligence Department ("Room 40") de la marine britannique et demeure à ce poste tout au long de la Première Guerre Mondiale. Elle y rencontre John Beazley, un célèbre archéologue travaillant également dans les services de Renseignement Britanniques, qui l'encourage alors dans ses recherches archéologiques. Il nomme également un peintre de céramiques grecques antiques selon son nom ("the Lamb painter"). 
Ses compétences sur le terrain se développent à la British School of Athens qu'elle commence à fréquenter en 1920. Lamb prend part aux fouilles de Mycènes (1920), Sparte, et en Macédoine. Elle mène ensuite sa propre campagne sur l'île de Lesbos et en Anatolie, faisant d'elle la première femme à organiser des fouilles britanniques sur ce territoire. Son implication dans la région a par la suite aidé à établir la British Institute of Archeology à Ankara.
Elle est l'autrice de nombreux ouvrages sur les antiquités grecques et romaines, notamment Greek and Roman Bronzes publié en 1929 qui est un ouvrage de références pour les études sur la sculpture classique. Au cours de la Seconde Guerre Mondiale, une roquette allemande touche son appartement de Londres, la blessant gravement. Elle continue son travail au musée jusqu'en 1958, année où elle prend finalement sa retraite. Elle meurt sept années plus tard et est enterrée à Midhurst dans le Sussex.